# Otto Ludwig
Otto Ludwig (11. februar 1813 i Eisfeld i Sachsen-Meiningen – 25. februar 1865 i Dresden) var en tysk forfatter.
Hans ungdom prægedes af trange og trykkende forhold, og hans musikalske og poetiske begavelse fik ingen virkelig uddannelse, alligevel komponerede han et syngespil, som han fik opført i sin fødeby, og som henledte hertugens opmærksomhed på ham. Med dennes understøttelse studerede han musik i Leipzig, men hans overnervøse konstitution tvang ham til at opgive dens praktiske udøvelse, og han følte sig mere og mere draget mod at digte.
Han skrev sine første noveller og gjorde udkast til flere dramatiske arbejder, blandt andet dramatiserede han Hoffmanns berømte novelle Das Fräulein von Scuderi. Han opholdt sig derpå nogle år dels i sin fødeby, dels i en landsby ved Meissen, hvor han skrev den borgerlige tragedie Der Erbförster (1853), som trods store mangler i dramatisk henseende vakte opmærksomhed som vidnesbyrd om, et stærkt bevæget, originalt søgende og borende digterisk temperament.
Højere nåede han dog i den historiske tragedie Die Makkabäer (1855), som udmærker sig ved en fin gennemført og farverig realisme. Han flyttede nu til Dresden, hvor han påbegyndte tragedien Agnes Bernauer, som han gennem utallige omarbejdelser forgæves søgte at fuldende — et mærkeligt vidnesbyrd om hans talents patologiske islæt. Blandt hans noveller er især Die Heiterethei und ihr Widerspiel betydelig (1857, 3. oplag 1874), men navnlig må fremhæves Zwischen Himmel und Erde (1857), som har gjort Ludwigs navn kendt i vide kredse (oversat på dansk af Chr. K.F. Molbech).
Sygdom og legemlig lidelse stækkede for tidlig hans arbejdskraft. Han fik ikke fuldført noget af sine mange dramatiske udkast, men fortabte sig i teoretiske refleksioner. Shakespeare-Studien (udgivne af Heydrich 1871), Gesammelte Schriften ved Adolf Stern og Erich Schmidt (6 bind, 1891, med biografi ved Stern; også i særtryk: Otto Ludwig, ein Dichterieben). En kritisk udgave af Ludwigs samlede værker ved Paul Merker (1912) har 1. Verdenskrig standset, efter at 6 af dens 18 bind var udkomne.